# Бломар
Блома́р (фр. Blomard) — коммуна во Франции, находится в регионе Овернь. Департамент коммуны — Алье. Входит в состав кантона Монмаро. Округ коммуны — Монлюсон.
Код INSEE коммуны — 03032.

## Население
Население коммуны на 2008 год составляло 204 человека.
| 1962 | 1968 | 1975 | 1982 | 1990 | 1999 | 2008 |
| ---- | ---- | ---- | ---- | ---- | ---- | ---- |
| 228  | 267  | 228  | 192  | 228  | 205  | 204  |

## Экономика
В 2007 году среди 142 человек в трудоспособном возрасте (15—64 лет) 105 были экономически активными, 37 — неактивными (показатель активности — 73,9 %, в 1999 году было 75,0 %). Из 105 активных работали 96 человек (54 мужчины и 42 женщины), безработных было 9 (1 мужчина и 8 женщин). Среди 37 неактивных 10 человек были учениками или студентами, 19 — пенсионерами, 8 были неактивными по другим причинам.

## Достопримечательности
- Церковь Сен-Морис в неоготическом стиле (XIII и XIX века)
- Замок Сар (XIX век)